# بخش مرکزی شهرستان شوشتر
بخش مرکزی شهرستان شوشتر یکی از بخش‌های شهرستان شوشتر در استان خوزستان در جنوب غربی ایران است.

## تقسیمات کشوری
- بخش مرکزی شهرستان شوشتر
  - دهستان سردارآباد
  - دهستان شهید مدرس

شهرها : شوشتر ، شرافت ، سرداران

## جمعیت
بنابر سرشماری مرکز آمار ایران، جمعیت بخش مرکزی شهرستان شوشتر در سال ۱۳۹۵ برابر با ۱۰۵،۰۰۰ نفر بوده است.